# Fabian Kaszyc
Fabian Kaszyc herbu własnego – szambelan Augusta II Mocnego, szambelan Stanisława Augusta Poniatowskiego w 1778 roku, podstarości orszański w 1775 roku, starosta smorecki.
Poseł orszański i sędzia sejmowy na sejmie 1776 roku. Poseł na sejm 1778 roku z powiatu orszańskiego.